# Longyi

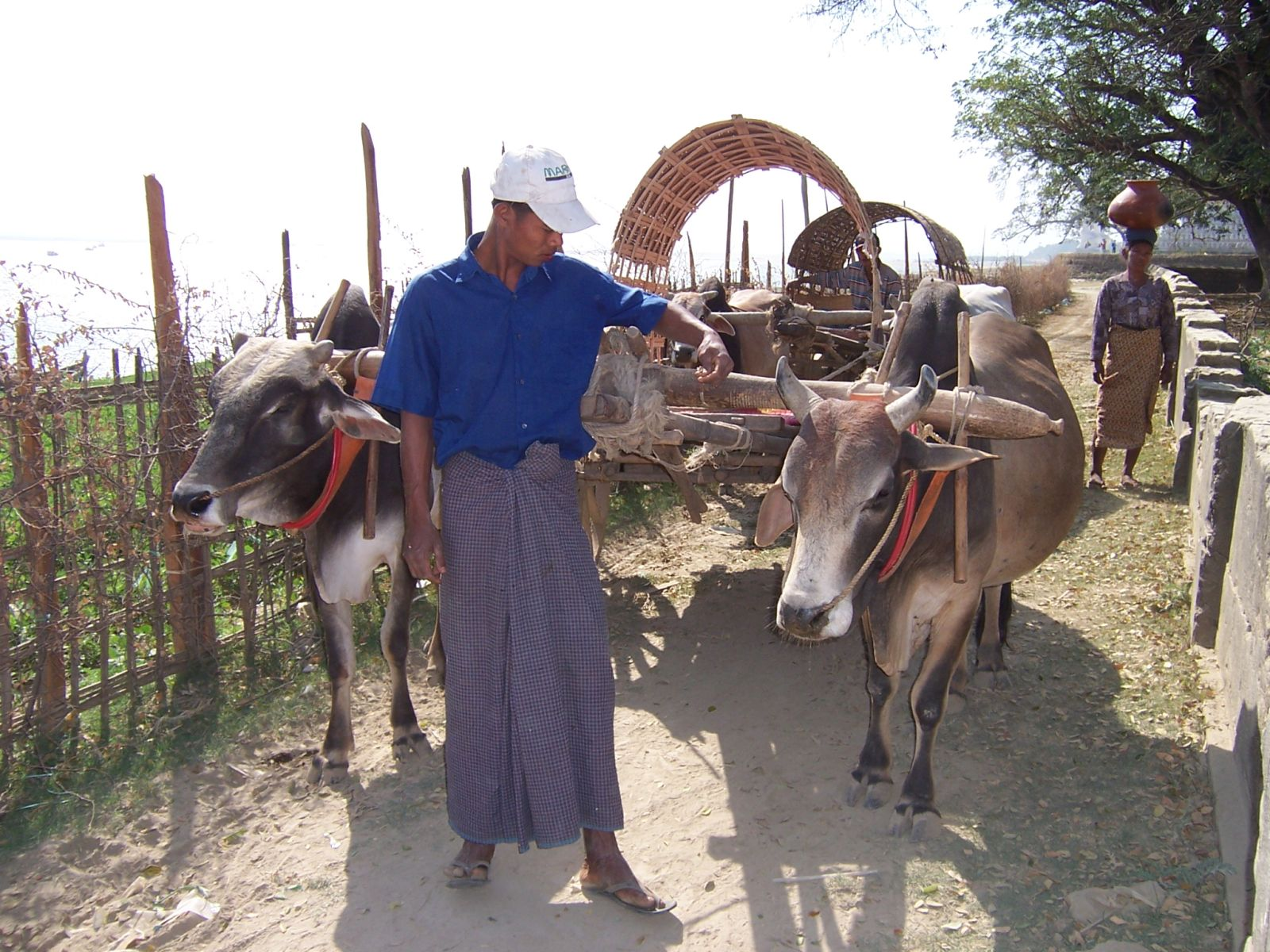
Birmanischer Mann im Longyi

Der Longyi [lòuɲdʒì] (birmanisch လုံချည် – lum hkyany), veraltet Lontschi, ist ein traditioneller Wickelrock in Myanmar, der dem Lungi in Indien und dem Sarong in Malaysia und Indonesien ähnelt. Der historische Vorgänger für Männer hieß Paso, Frauen tragen bis heute  neben dem Longyi den Htamein.
Der Longyi ist eine zwei Meter lange und ein Meter breite Stoffbahn (Standardgröße), die um die Hüften geschlungen und bei Männern am Bauch, bei Frauen an den Hüften zusammengeknotet wird.